# Reattore nucleare a fusione
In ingegneria energetica e nucleare un reattore nucleare a fusione è un tipo di reattore nucleare in grado di gestire una reazione di fusione nucleare in modo controllato. 
Ad oggi non esistono reattori a fusione capaci di produrre continuativamente energia elettrica: gli unici impianti esistenti sono impianti sperimentali che consumano complessivamente più energia elettrica di quella che producono.
Vi sono ingenti investimenti in questo tipo di reattori anche se si ritiene che i primi impianti potranno essere operativi solo dopo il 2050.

## Fisica del reattore

Schema della fusione nucleare tra deuterio (^{2}H) e trizio (^{3}H)

Il reattore nucleare a fusione basa il suo funzionamento sulla fusione nucleare, una reazione nucleare in cui due o più nuclei atomici vengono combinati tra loro a formarne uno più pesante. La massa del nucleo generato dalla fusione è però leggermente inferiore rispetto a quella complessiva dei due nuclei di origine e questa differenza si manifesta sotto forma di energia cinetica. Ad esempio nel caso della fusione tra deuterio e trizio, due isotopi pesanti dell'idrogeno, si formano un nucleo di elio e un neutrone che vengono rilasciati con un'energia cinetica complessiva di 17,6 MeV.
Essendo formati da protoni e neutroni i nuclei atomici hanno carica positiva, pertanto tendono naturalmente a respingersi. Affinché avvenga la fusione nucleare è quindi necessario che gli atomi si urtino a velocità molto elevate, in modo da vincere la repulsione elettrostatica e far prevalere l'interazione forte. Ciò significa che la loro energia cinetica, e di conseguenza la loro temperatura, deve essere molto elevata, nel caso della fusione tra deuterio e trizio si deve raggiungere un'energia di circa 10 keV, pari a circa 100000000 °C. Nell'universo, queste condizioni si verificano nelle stelle.
L'energia da fusione è molto maggiore rispetto a all'energia chimica, l'energia di ionizzazione di un atomo di idrogeno infatti è pari a solo 13,6 eV contro i 17,6 MeV della fusione tra deuterio e trizio. La fusione ha anche una notevole densità energetica rispetto alle reazioni di fissione nucleare, ma siccome queste coinvolgono nuclei di maggiori dimensioni allora generalmente una singola reazione di fissione rilascia più energia rispetto a una fusione. Solo l'annichilazione tra particella e antiparticella è più densamente energetica della fusione.

## Tecnologie
Diverse opzioni per il confinamento del plasma di fusione sono attualmente considerate: 
- Fusione a confinamento magnetico: è la strategia principale. Le prestazioni migliori sono state raggiunte in configurazione tokamak, in Cina, con il reattore EAST (Experimental Advanced Superconducting Tokamak) che nel 2022 è rimasto acceso per più di mille secondi[5], negli esperimenti JET e JT60-U;[6] il futuro esperimento ITER, a cui EAST fa capo (rientra nel progetto), è ancora lontano dall'essere un reattore per la produzione di energia elettrica, ma dovrà fornire risposte definitive sulle prestazioni raggiungibili da un tokamak. Anche il progetto di reattore a fusione ARC dell'azienda Commonwealth Fusion Systems è basato sul confinamento magnetico. ARC dovrebbe essere circa sessanta volte più piccolo di ITER grazie all'utilizzo di superconduttori HTS (High Temperature Superconductors)[7].

Una opzione alternativa è la configurazione stellarator, studiata negli esperimenti WX-7 in Europa, e LHD in Giappone. La configurazione RFP non è più considerata per un reattore, ma rimane di interesse per studi di turbolenza e confinamento di plasma. Un reattore a confinamento magnetico può funzionare in maniera continua sostenendo la scarica di plasma tramite riscaldamenti addizionali come gli NBI o riscaldamenti a onde (e.g. ECRH). 
- Fusione a confinamento inerziale: è una strategia molto meno sviluppata e secondaria nella ricerca per scopi civili di produzione elettrica. Tramite l'impiego di laser, o metodi alternativi. L'impianto che ha dimostrato ufficialmente la validità della tecnica del confinamento laser è stato il National Ignition Facility americano, che ha generato più energia di quella consumata per ottenerla. La Z machine presso Sandia National Laboratories sfrutta la forza di Lorentz generata dal passaggio di correnti elevatissime per il confinamento (Z-pinch) e detiene il record per la temperatura più alta mai ottenuta in laboratorio. Entrambi questi sistemi permetterebbero solo un funzionamento pulsato, con sostituzione della capsula di combustibile decine di volte per secondo.

Attualmente, la Cina e l'Europa si sono date una roadmap verso l'energia elettrica da fusione. Tramite EUROfusion, fondato nel 2013, è incominciata la progettazione di un reattore a confinamento magnetico in grado di produrre energia elettrica (DEMO), di cui si inizierà la costruzione nel caso in cui ITER dimostri la produzione di energia termica con un netto guadagno sul consumo di energia.

## Sviluppi tecnologici
Il progetto ITER punta a sviluppare un reattore sperimentale in grado di sostenere una reazione di fusione nucleare per diversi minuti, come pare sia stato già ottenuto da EAST. Il progetto ITER ha un budget di 20 miliardi di Euro e va sottolineato che non mira a produrre direttamente energia elettrica ma punta a dimostrare la capacità dell'impianto di sostenere una reazione nucleare controllata basata sulla fusione nucleare che produca più energia di quanta ne consumi.
Oggi è in corso la costruzione in scala 1:1 del primo reattore per la fusione del progetto ITER nel sito scelto di Cadarache in Francia è prevista la produzione del primo plasma entro il 2033.
La produzione di energia elettrica verrà demandata al progetto successivo chiamato DEMO. DEMO si avvantaggerà dell'esperienza derivata dal progetto ITER e integrerà il reattore con tutte le infrastrutture necessarie alla produzione di energia elettrica in modo efficiente. Per ottenere una buona resa energetica il reattore del progetto DEMO dovrà essere necessariamente più grande del reattore ITER anche se le dimensioni definitive sono ancora oggetto di studio.
Dopo lo sviluppo del progetto DEMO si potranno progettare delle centrali nucleari a fusione per uso industriale che quindi tengano in debita considerazione anche gli aspetti economici legati alla realizzazione delle suddette centrali e che quindi siano convenienti anche dal punto di vista economico. La denominazione provvisoria in ambito europeo del progetto successivo a DEMO è PROTO.
Parallelamente, l'azienda Commonwealth Fusion Systems, di cui l'italiana Eni è maggiore azionista, sta lavorando al progetto SPARC, un reattore sperimentale più piccolo ed economico. SPARC utilizza superconduttori HTS (High Temperature Superconductors) che permetteranno al plasma di raggiungere le altissime temperature necessarie per rendere possibile la fusione controllata di deuterio e trizio. I superconduttori sono già stati testati con successo nel settembre 2021 con la realizzazione del prototipo 1:1 di uno dei 18 supermagneti toroidali destinati ad assicurare il confinamento del plasma. I dati raccolti con SPARC permetteranno di realizzare ARC, il primo impianto pilota che sarà effettivamente in grado di essere alimentato a deuterio e quindi di scaricare all'esterno l'energia generata insieme all'elio prodotto dalla fusione.

### Vantaggi
La reazione di fusione nucleare produce, come unico tipo di scoria, 4He che è un gas inerte e assolutamente non radioattivo (secondo la fisica nucleare è il nuclide più stabile possibile), inoltre le centrali a fusione nucleare non produrrebbero energia tramite combustione di combustibili fossili e quindi non inquinerebbero l'atmosfera e, soprattutto, non incentiverebbero l'effetto serra (di fatto non avrebbero emissioni di pericolosità rilevante). Inoltre dovrebbero essere in grado di ottenere grandi quantità di energia (la taglia prevista per DEMO è di 1.000 MWe, per le centrali successive l'orientamento attuale è di non superare tale taglia unicamente per motivi infrastrutturali). Il peggior isotopo che potrebbe essere disperso nell'ambiente è il trizio che ha un tempo di dimezzamento di 12,3 anni, un periodo molto ridotto rispetto ad alcuni isotopi prodotti dalle centrali a fissione che possono dimezzarsi in migliaia di anni.
Dal punto di vista della sicurezza le centrali a fusione con confinamento magnetico, come ITER, SPARC, DEMO e ARC, non hanno nessuna possibilità di avere un comportamento per cui la reazione possa continuare in assenza del contenimento del plasma. Questo garantisce molto nei confronti delle centrali a fissione, che comunque si basano su reazioni nucleari in cui è possibile avere una reazione a catena.

### Svantaggi
La fusione richiede temperature di lavoro elevatissime, tanto elevate da non poter essere contenuta in nessun materiale esistente. Il plasma di fusione viene quindi confinato grazie all'ausilio di campi magnetici di intensità elevatissima. D'altra parte, per raggiungere le alte temperature necessarie a innescare e sostenere la reazione, vi sono varie tecniche possibili. Una delle più promettenti consiste nel concentrare sul plasma in cui deve avvenire la reazione di fusione fasci di onde elettromagnetiche a elevata frequenza, comunque inferiore alla frequenza della luce visibile. Uno dei problemi dal 2007 più studiati è la costruzione delle antenne necessarie a generare questi fasci in ITER. Il tutto rende il processo difficile, tecnologicamente complesso e dispendioso.
I materiali che entrano nella reazione sono il deuterio, facilmente reperibile in natura, e il trizio, che invece, a causa del suo breve periodo di decadimento, non è presente in natura. Questo comporta che sia la centrale a dover generare la quantità di trizio richiesta per le reazioni nucleari che dovranno produrre energia (per ITER è prevista una richiesta di trizio di circa 250 g/d, mentre per DEMO, che dovrà funzionare in continuo, la richiesta sarà sensibilmente più elevata). Il trizio è comunque facilmente ottenibile facendo reagire il litio con un neutrone. Pertanto uno dei componenti chiave della futura centrale energetica a fusione sarà il blanket, che è la parte di centrale in cui i neutroni di reazione 
reagiscono con 6Li per formare trizio
il problema di quale sia il miglior sistema per usare il Li nel blanket è completamente aperto e oggetto degli studi in corso (2007) per DEMO. Dato che deve utilizzare i neutroni generati dal plasma, il blanket deve essere più vicino possibile al plasma stesso, quindi entro il volume in cui è generato il vuoto per conservare la purezza del plasma.

## Ricerche sulla fusione nucleare boro-protone a confinamento laser
Nel 2004 scienziati russi, diretti da Vladimir Krainov, riuscirono a produrre una reazione di fusione nucleare controllata innescata dal confinamento laser, tra protoni (atomi d'idrogeno privi dell'elettrone) e atomi di boro, alla temperatura di 1 miliardo di kelvin, senza emissione di neutroni o qualsiasi altra particella radioattiva. Purtroppo l'energia richiesta dal laser supera di molto quella prodotta dalla reazione. Verso la fine del 2014, gli scienziati dei Lawrence Livermore Laboratory in California, per un diverso progetto, seppure fondato sul confinamento laser, hanno compiuto un passo avanti interessante anche se limitato: come hanno spiegato sulla rivista scientifica Nature, avendo colpito il contenitore degli isotopi, i laser hanno indotto l'emissione di raggi x, l'energia dei quali è stata superata da quella liberata dagli isotopi stessi; ciò ancora non consente di parlare di ignizione che si avrebbe quando l'energia prodotta raggiungesse o superasse quella spesa per produrla.